# Frenchie Davis
Franchell "Frenchie" Davis (Los Ángeles, 7 de mayo de 1979) es una actriz y cantante estadounidense. Logró notoriedad en 2003 como concursante del programa de telerrealidad American Idol. Davis empezó a actuar en el musical Rent en Broadway poco tiempo después de su participación en el programa y fue miembro del elenco por cuatro años. En 2011 Davis alcanzó el Top 8 en la primera temporada del programa de concurso musical The Voice.
En diciembre de 2012, Frenchie protagonizó el musical God Does not Mean You Get To Live Forever en Nueva York junto a James A. Forbes Jr. y Gregory Charles Royal. En 2014 hizo su debut cinematográfico en la comedia Dumbbells. En 2017, Davis interpretó a Henri en The View UpStairs, un musical fuera de Broadway sobre el incendio provocado en UpStairs Lounge que mató a 50 clientes de un bar gay en Nueva Orleans.